# Nemacerota cinerea
Nemacerota cinerea är en fjärilsart som beskrevs av W. Warren 1888. Nemacerota cinerea ingår i släktet Nemacerota och familjen sikelvingar. Inga underarter finns listade i Catalogue of Life.